# Championnats du monde juniors d'athlétisme 2006, résultats détaillés
Résultats détaillés des Championnats du monde juniors d'athlétisme 2006 de Pékin.
| Courses : 100 m - 200 m - 400 m - 800 m - 1 500 m - 3 000 m - 5 000 m - 10 000 m Obstacles : 100 m haies - 110 m haies - 400 m haies - 3 000 m steeple Marche : 10 km Sauts : Hauteur - Longueur - Triple saut - Perche Lancers : Javelot - Disque - Poids - Marteau Relais : 4 × 100 m - 4 × 400 m Épreuves combinées : Décathlon - Heptathlon Liens externes |

## Résultats

### 100 m
| Rang | Pays              | Athlète                | Temps   |
| ---- | ----------------- | ---------------------- | ------- |
| 1    | Royaume-Uni       | Harry Aikines-Aryeetey | 10 s 37 |
| 2    | Canada            | Justyn Warner          | 10 s 39 |
| 3    | Jamaïque          | Yohan Blake            | 10 s 42 |
| 4    | Jamaïque          | Remaldo Rose           | 10 s 43 |
| 5    | Chine             | Liang Jiahong          | 10 s 43 |
| 6    | Royaume-Uni       | Wade Bennett-Jackson   | 10 s 45 |
| 7    | Trinité-et-Tobago | Keston Bledman         | 10 s 47 |
| 8    | Nigeria           | Obinna Metu            | 10 s 50 |

| Rang | Pays        | Athlète             | Temps   |
| ---- | ----------- | ------------------- | ------- |
| 1    | Bulgarie    | Tezdzhan Naimova    | 11 s 28 |
| 2    | États-Unis  | Gabrielle Mayo      | 11 s 42 |
| 3    | Jamaïque    | Carrie Russell      | 11 s 42 |
| 4    | Royaume-Uni | Asha Philip         | 11 s 48 |
| 5    | États-Unis  | Alexandria Anderson | 11 s 49 |
| 6    | Lituanie    | Lina Grinčikaitė    | 11 s 49 |
| 7    | Brésil      | Franciela Krasucki  | 11 s 71 |
| 8    | France      | Céline Distel       | 11 s 75 |

### 200 m
| Rang | Pays        | Athlète           | Temps   |
| ---- | ----------- | ----------------- | ------- |
| 1    | Estonie     | Marek Niit        | 20 s 96 |
| 2    | Canada      | Brian Barnett     | 21 s 00 |
| 3    | Royaume-Uni | Alexander Nelson  | 21 s 14 |
| 4    | Ukraine     | Ihor Bodrov       | 21 s 17 |
| 5    | Barbade     | Ramon Gittens     | 21 s 25 |
| 6    | Équateur    | Franklin Nazareno | 21 s 25 |
| 7    | Ukraine     | Dmytro Ostrovskyy | DQ      |
| 8    | Italie      | Matteo Galvan     | DQ      |

| Rang | Pays       | Athlète           | Temps   |
| ---- | ---------- | ----------------- | ------- |
| 1    | Bulgarie   | Tezdzhan Naimova  | 22 s 99 |
| 2    | Brésil     | Vanda Gomes       | 23 s 59 |
| 3    | Pologne    | Ewelina Klocek    | 23 s 63 |
| 4    | Chine      | Jing Wang         | 23 s 68 |
| 5    | États-Unis | Gabrielle Mayo    | 23 s 84 |
| 6    | Jamaïque   | Anasthasia Leroy  | 23 s 88 |
| 7    | États-Unis | Jeneba Tarmoh     | 23 s 96 |
| 8    | Bahamas    | Sheniqua Ferguson | 24 s 03 |

### 400 m
| Rang | Pays              | Athlète            | Temps   |
| ---- | ----------------- | ------------------ | ------- |
| 1    | Trinité-et-Tobago | Renny Quow         | 45 s 74 |
| 2    | États-Unis        | Justin Oliver      | 45 s 78 |
| 3    | Royaume-Uni       | Martyn Rooney      | 45 s 87 |
| 4    | Belgique          | Jonathan Borlée    | 46 s 06 |
| 5    | Jamaïque          | Edino Steele       | 46 s 42 |
| 6    | Jamaïque          | Allodin Fothergill | 46 s 68 |
| 7    | Japon             | Yuzo Kanemaru      | 46 s 70 |
| 8    | Canada            | Andrew Dargie      | 46 s 87 |

| Rang | Pays       | Athlète           | Temps   |
| ---- | ---------- | ----------------- | ------- |
| 1    | Croatie    | Danijela Grgic    | 50 s 78 |
| 2    | Jamaïque   | Sonita Sutherland | 51 s 42 |
| 3    | Soudan     | Nawal Jack El     | 51 s 67 |
| 4    | Russie     | Kseniya Zadorina  | 51 s 99 |
| 5    | États-Unis | Jessica Beard     | 52 s 51 |
| 6    | Nigeria    | Sekinat Adesanya  | 52 s 71 |
| 7    | Chine      | Xueji Li          | 52 s 84 |
| 8    | Nigeria    | Folashade Abugan  | 52 s 87 |

### 800 m
| Rang | Pays    | Athlète               | Temps         |
| ---- | ------- | --------------------- | ------------- |
| 1    | Kenya   | David Lekuta Rudisha  | 1 min 47 s 40 |
| 2    | Kenya   | Jackson Mumbwa Kivuva | 1 min 47 s 64 |
| 3    | Ouganda | Abraham Chepkirwok    | 1 min 47 s 79 |
| 4    | Pologne | Marcin Lewandowski    | 1 min 48 s 25 |
| 5    | Maroc   | Rabii Doukkana        | 1 min 48 s 39 |
| 6    | Soudan  | Abubaker Kaki Khamis  | 1 min 48 s 46 |
| 7    | Qatar   | Belal Mansoor Ali     | 1 min 49 s 09 |
| 8    | Cuba    | Andy González         | 1 min 53 s 61 |

| Rang | Pays       | Athlète              | Temps         |
| ---- | ---------- | -------------------- | ------------- |
| 1    | Moldavie   | Olga Cristea         | 2 min 04 s 52 |
| 2    | Kenya      | Winny Chebet         | 2 min 04 s 59 |
| 3    | États-Unis | Rebekah Noble        | 2 min 04 s 90 |
| 4    | Ukraine    | Nataliya Lupu        | 2 min 05 s 05 |
| 5    | Ukraine    | Anzhelika Shevchenko | 2 min 05 s 23 |
| 6    | Russie     | Aleksandra Uvarova   | 2 min 05 s 43 |
| 7    | Algérie    | Aïcha Rezig          | 2 min 06 s 22 |
| 8    | Zambie     | Elizet Banda         | 2 min 07 s 71 |

### 1 500 m
| Rang | Pays     | Athlète                | Temps         |
| ---- | -------- | ---------------------- | ------------- |
| 1    | Kenya    | Remmy Limo Ndiwa       | 3 min 40 s 44 |
| 2    | Maroc    | Abdalaati Iguider      | 3 min 40 s 73 |
| 3    | Qatar    | Belal Mansoor Ali      | 3 min 41 s 36 |
| 4    | Kenya    | Geoffrey Kipkoech Rono | 3 min 41 s 68 |
| 5    | Érythrée | Tsegai Tewelde         | 3 min 42 s 10 |
| 6    | Maroc    | Fouad Elkaam           | 3 min 42 s 59 |
| 7    | Espagne  | Álvaro Rodríguez       | 3 min 42 s 71 |
| 8    | Algérie  | Abdelghani Bensaadi    | 3 min 44 s 67 |

| Rang | Pays        | Athlète               | Performance   |
| ---- | ----------- | --------------------- | ------------- |
| 1    | Kenya       | Irene Jelagat         | 4 min 08 s 88 |
| 2    | Kenya       | Mercy Jelimo Kosgei   | 4 min 12 s 48 |
| 3    | Japon       | Yuriko Kobayashi      | 4 min 12 s 88 |
| 4    | Éthiopie    | Emebt Etea Bedada     | 4 min 12 s 94 |
| 5    | Érythrée    | Merat Bahta Ogbagaber | 4 min 16 s 01 |
| 6    | Serbie      | Azra Eminovic         | 4 min 16 s 20 |
| 7    | Tchéquie    | Tereza Capková        | 4 min 16 s 37 |
| 8    | Royaume-Uni | Stephanie Twell       | 4 min 16 s 58 |

### 3 000 m
| Rang | Pays     | Athlète                     | Performance   |
| ---- | -------- | --------------------------- | ------------- |
| 1    | Kenya    | Veronica Nyaruai Wanjiru    | 9 min 02 s 90 |
| 2    | Kenya    | Pauline Chemning Korikwiang | 9 min 05 s 21 |
| 3    | Chine    | Liwei Song                  | 9 min 06 s 35 |
| 4    | Éthiopie | Belaynesh Zemedkun Gebre    | 9 min 10 s 92 |
| 5    | Russie   | Viktoria Ivanova            | 9 min 11 s 96 |
| 6    | Japon    | Rie Takayoshi               | 9 min 13 s 15 |
| 7    | Belgique | Barbara Maveau              | 9 min 13 s 87 |
| 8    | Espagne  | Marta Romo                  | 9 min 13 s 98 |

### 5 000 m
| Rang | Pays     | Athlète                      | Performance    |
| ---- | -------- | ---------------------------- | -------------- |
| 1    | Éthiopie | Tariku Bekele                | 13 min 31 s 34 |
| 2    | Éthiopie | Abreham Cherkos Feleke       | 13 min 35 s 95 |
| 3    | Kenya    | Joseph Ebuya                 | 13 min 42 s 93 |
| 4    | Kenya    | Mang'ata Kimai Ndiwa         | 13 min 44 s 03 |
| 5    | Qatar    | Aadam Ismaeel Khamis         | 13 min 51 s 44 |
| 6    | Érythrée | Kidane Tadasse Habteselassie | 13 min 51 s 60 |
| 7    | Zambie   | Tonny Wamulwa                | 14 min 00 s 95 |
| 8    | France   | Nouredine Smaïl              | 14 min 06 s 86 |

| Rang | Pays        | Athlète                 | Performance    |
| ---- | ----------- | ----------------------- | -------------- |
| 1    | Chine       | Xue Fei                 | 15 min 31 s 61 |
| 2    | Kenya       | Florence Jebet Kiplagat | 15 min 32 s 34 |
| 3    | Kenya       | Mary Wacera Ngugi       | 15 min 36 s 82 |
| 4    | Chine       | Bai Xue                 | 15 min 37 s 12 |
| 5    | Éthiopie    | Wude Ayalew Yimer       | 15 min 41 s 63 |
| 6    | Royaume-Uni | Sian Edwards            | 15 min 47 s 87 |
| 7    | Éthiopie    | Workitu Ayanu Gurmu     | 15 min 50 s 89 |
| 8    | Tanzanie    | Farida Makula           | 16 min 07 s 24 |

### 10 000 m
| Rang | Pays     | Athlète                  | Performance    |
| ---- | -------- | ------------------------ | -------------- |
| 1    | Éthiopie | Ibrahim Jeilan Gashu     | 28 min 53 s 29 |
| 2    | Kenya    | Joseph Ebuya             | 28 min 53 s 46 |
| 3    | Qatar    | Aadam Ismaeel Khamis     | 28 min 54 s 30 |
| 4    | Érythrée | Samuel Tsegay Tesfamriam | 28 min 58 s 09 |
| 5    | Burundi  | Abraham Niyonkuru        | 28 min 59 s 92 |
| 6    | Érythrée | Meles Okbazgi            | 29 min 01 s 38 |
| 7    | Éthiopie | Dereje Tadesse Raya      | 29 min 04 s 46 |
| 8    | Qatar    | Mohammed Abduh Bakhet    | 29 min 18 s 76 |

### 10 km marche
| Rang | Pays        | Athlète                    | Performance    |
| ---- | ----------- | -------------------------- | -------------- |
| 1    | Chine       | Bo Xiangdong               | 42 min 50 s 26 |
| 2    | Chine       | Huang Zhengyu              | 43 min 13 s 29 |
| 3    | Japon       | Yusuke Suzuki              | 43 min 45 s 62 |
| 4    | Biélorussie | Dzianis Simanovich         | 44 min 10 s 12 |
| 5    | Espagne     | Lluís Torlá                | 44 min 12 s 56 |
| 6    | Japon       | Hiroyuki Hirano            | 44 min 18 s 91 |
| 7    | Brésil      | Herbert Alvacir de Almeida | 44 min 23 s 22 |
| 8    | Italie      | Matteo Giupponi            | 44 min 33 s 97 |

| Rang | Pays        | Athlète            | Temps          |
| ---- | ----------- | ------------------ | -------------- |
| 1    | Chine       | Liu Hong           | 45 min 12 s 84 |
| 2    | Russie      | Tatyana Shemyakina | 45 min 34 s 41 |
| 3    | Roumanie    | Anamaria Greceanu  | 46 min 45 s 67 |
| 4    | Russie      | Vera Sokolova      | 46 min 58 s 21 |
| 5    | Biélorussie | Volha Mazuronak    | 47 min 37 s 11 |
| 6    | Chine       | Chai Xue           | 48 min 09 s 51 |
| 7    | Italie      | Federica Ferraro   | 49 min 17 s 53 |
| 8    | Japon       | Fumika Kiryu       | 49 min 20 s 35 |

### 110 m haies/100 m haies
| Rang | Pays        | Athlète                | Temps   |
| ---- | ----------- | ---------------------- | ------- |
| 1    | Pologne     | Artur Noga             | 13 s 23 |
| 2    | France      | Samuel Coco-Viloin     | 13 s 35 |
| 3    | Grèce       | Konstadínos Douvalídis | 13 s 39 |
| 4    | Russie      | Vladimir Zhukov        | 13 s 53 |
| 5    | Pologne     | Wojciech Jurkowski     | 13 s 58 |
| 6    | États-Unis  | Darius Reed            | 13 s 64 |
| 7    | Royaume-Uni | Gianni Frankis         | 13 s 71 |
| 8    | Chine       | Hong Xiaofeng          | 13 s 75 |

| Rang | Pays        | Athlète             | Temps   |
| ---- | ----------- | ------------------- | ------- |
| 1    | Russie      | Yekaterina Shtepa   | 13 s 33 |
| 2    | Norvège     | Christina Vukicevic | 13 s 34 |
| 3    | États-Unis  | Tiffany Ofili       | 13 s 37 |
| 4    | Russie      | Aleksandra Fedoriva | 13 s 57 |
| 5    | Royaume-Uni | Zara Hohn           | 13 s 62 |
| 6    | Jamaïque    | Natasha Ruddock     | 13 s 82 |
| 7    | Jamaïque    | Kettiany Clarke     | 14 s 00 |
| 8    | États-Unis  | Shalina Clarke      | DNF     |

### 400 m haies
| Rang | Pays            | Athlète                       | Performance |
| ---- | --------------- | ----------------------------- | ----------- |
| 1    | États-Unis      | Chris Carter                  | 50 s 08     |
| 2    | Arabie saoudite | Bandar Shraheli               | 50 s 34     |
| 3    | Ukraine         | Stanislav Melnykov            | 50 s 43     |
| 4    | Grèce           | Spirídon-Ioánnis Papadópoulos | 50 s 70     |
| 5    | Pays-Bas        | Daniël Franken                | 51 s 08     |
| 6    | Russie          | Vyacheslav Sakaev             | 51 s 13     |
| 7    | Chine           | Yu Zipei                      | 51 s 17     |
| 8    | Kenya           | John Kituu Wambua             | 51 s 76     |

| Rang | Pays        | Athlète              | Temps   |
| ---- | ----------- | -------------------- | ------- |
| 1    | Jamaïque    | Kaliese Spencer      | 55 s 11 |
| 2    | États-Unis  | Nicole Leach         | 55 s 55 |
| 3    | Jamaïque    | Sherene Pinnock      | 56 s 67 |
| 4    | Soudan      | Muna Jabir Adam      | 57 s 03 |
| 5    | Nigeria     | Ajoke Odumosu        | 57 s 38 |
| 6    | Russie      | Anastasiya Ott       | 57 s 47 |
| 7    | Syrie       | Ghfran Almouhamad    | 58 s 49 |
| 8    | Royaume-Uni | Perri Shakes-Drayton | 59 s 37 |

### 3 000 m steeple
| Rang | Pays     | Athlète                   | Temps         |
| ---- | -------- | ------------------------- | ------------- |
| 1    | Kenya    | Willy Rutto Komen         | 8 min 14 s 00 |
| 2    | Bahreïn  | Tareq Mubarak Taher       | 8 min 16 s 64 |
| 3    | Kenya    | Bisluke Kipkorir Kiplagat | 8 min 18 s 11 |
| 4    | Maroc    | Abdelghani Aït Bahmad     | 8 min 20 s 05 |
| 5    | Éthiopie | Nahom Mesfin Tariku       | 8 min 28 s 29 |
| 6    | Chine    | Lin Xiangqian             | 8 min 30 s 55 |
| 7    | Ouganda  | Benjamin Kiplagat         | 8 min 34 s 14 |
| 8    | Hongrie  | László Tóth               | 8 min 40 s 93 |

| Rang | Pays       | Athlète                    | Performance    |
| ---- | ---------- | -------------------------- | -------------- |
| 1    | Kenya      | Caroline Chepkurui Tuigong | 9 min 40 s 95  |
| 2    | Roumanie   | Ancuţa Bobocel             | 9 min 46 s 19  |
| 3    | Éthiopie   | Mekdes Bekele Tadese       | 9 min 48 s 67  |
| 4    | Lettonie   | Polina Jelizarova          | 9 min 58 s 76  |
| 5    | Norvège    | Karoline Bjerkeli Grøvdal  | 10 min 00 s 44 |
| 6    | Kenya      | Beatrice Cheruiyot Kirop   | 10 min 10 s 99 |
| 7    | Allemagne  | Julia Hiller               | 10 min 11 s 67 |
| 8    | États-Unis | Amy Fowler                 | 10 min 11 s 73 |

### 4 × 100 m relais
| Rang | Pays        | Athlète                                                                  | Temps   |
| ---- | ----------- | ------------------------------------------------------------------------ | ------- |
| 1    | Jamaïque    | Winston Barnes Remaldo Rose Cawayne Jervis Yohan Blake                   | 39 s 05 |
| 2    | États-Unis  | Evander Wells Gordon McKenzie Willie Perry Brandon Myers                 | 39 s 21 |
| 3    | Royaume-Uni | Rion Pierre Alexander Nelson Wade Bennett-Jackson Harry Aikines-Aryeetey | 39 s 24 |
| 4    | Canada      | Justyn Warner Seyi Smith Andrew Dargie Brian Barnett                     | 39 s 78 |
| 5    | Pologne     |                                                                          | 39 s 98 |
| 6    | Russie      |                                                                          | 40 s 03 |
| 7    | Nigeria     | Ogho-oghene Egwero Obinna Metu Ayokunle Odelusi Ahmed Akinlawon          | DNF     |
| 8    | Allemagne   |                                                                          | DNF     |

| Rang | Pays        | Athlète | Temps   |
| ---- | ----------- | ------- | ------- |
| 1    | États-Unis  |         | 43 s 49 |
| 2    | France      |         | 44 s 20 |
| 3    | Jamaïque    |         | 44 s 22 |
| 4    | Brésil      |         | 44 s 45 |
| 5    | Pologne     |         | 44 s 70 |
| 6    | Royaume-Uni |         | 44 s 74 |
| 7    | Russie      |         | 44 s 98 |
| 8    | Chine       |         | 45 s 07 |

### 4 × 400 m relais
| Rang | Pays        | Athlète | Temps         |
| ---- | ----------- | ------- | ------------- |
| 1    | États-Unis  |         | 3 min 03 s 76 |
| 2    | Russie      |         | 3 min 05 s 13 |
| 3    | Royaume-Uni |         | 3 min 05 s 49 |
| 4    | Kenya       |         | 3 min 05 s 54 |
| 5    | Belgique    |         | 3 min 07 s 03 |
| 6    | Jamaïque    |         | 3 min 08 s 28 |
| 7    | Pologne     |         | 3 min 09 s 19 |
| 8    | Japon       |         | 3 min 16 s 61 |

| Rang | Pays       | Athlète | Temps         |
| ---- | ---------- | ------- | ------------- |
| 1    | États-Unis |         | 3 min 29 s 01 |
| 2    | Nigeria    |         | 3 min 30 s 84 |
| 3    | Jamaïque   |         | 3 min 31 s 62 |
| 4    | Chine      |         | 3 min 32 s 59 |
| 5    | Russie     |         | 3 min 33 s 21 |
| 6    | Allemagne  |         | 3 min 36 s 49 |
| 7    | Ukraine    |         | 3 min 36 s 97 |
| 8    | Pologne    |         | 3 min 47 s 13 |

### Saut en hauteur
| Rang | Pays       | Athlète                | Hauteur |
| ---- | ---------- | ---------------------- | ------- |
| 1    | Chine      | Huang Haiqiang         | 2,32 m  |
| 2    | Israël     | Niki Palli             | 2,29 m  |
| 3    | Ukraine    | Bohdan Bondarenko      | 2,26 m  |
| 4    | Pologne    | Sylwester Bednarek     | 2,23 m  |
| 5    | Allemagne  | Raul Spank             | 2,23 m  |
| 6    | Grèce      | Dimítrios Hondrokoúkis | 2,19 m  |
| 7    | Finlande   | Niko Kyyhkynen         | 2,19 m  |
| 8    | États-Unis | Joe Kindred            | 2,15 m  |

| Rang | Pays        | Athlète              | Hauteur |
| ---- | ----------- | -------------------- | ------- |
| 1    | Ouzbékistan | Svetlana Radzivil    | 1,91 m  |
| 2    | Chine       | Zheng Xingjuan       | 1,88 m  |
| 3    | Allemagne   | Annett Engel         | 1,84 m  |
| 3    | Kazakhstan  | Yekaterina Yevseyeva | 1,84 m  |
| 5    | Suède       | Ebba Jungmark        | 1,84 m  |
| 6    | Allemagne   | Jennifer Klein       | 1,84 m  |
| 7    | Estonie     | Viktoria Leks        | 1,84 m  |
| 8    | Suède       | Erika Viklund        | 1,80 m  |

### Saut en longueur
| Rang | Pays           | Athlète           | Distance |
| ---- | -------------- | ----------------- | -------- |
| 1    | Australie      | Robert Crowther   | 8,00 m   |
| 2    | États-Unis     | Tone Belt         | 7,95 m   |
| 3    | Chine          | Zhang Xiaoyi      | 7,86 m   |
| 4    | Iran           | Mohammad Arzandeh | 7,67 m   |
| 5    | États-Unis     | Aaron Smith       | 7,61 m   |
| 6    | Afrique du Sud | Keenan Watson     | 7,55 m   |
| 7    | Équateur       | Hugo Chila        | 7,51 m   |
| 8    | Russie         | Anton Filatenkov  | 7,48 m   |

| Rang | Pays              | Athlète          | Distance |
| ---- | ----------------- | ---------------- | -------- |
| 1    | Trinité-et-Tobago | Rhonda Watkins   | 6,46 m   |
| 2    | Allemagne         | Anika Leipold    | 6,42 m   |
| 3    | Chine             | Zhang Yuan       | 6,41 m   |
| 4    | France            | Charlène Quernel | 6,37 m   |
| 5    | Nouvelle-Zélande  | Jessica Penney   | 6,37 m   |
| 6    | Roumanie          | Cornelia Deiac   | 6,33 m   |
| 7    | Serbie            | Ivana Španović   | 6,23 m   |
| 8    | Finlande          | Noora Pesola     | 6,17 m   |

### Saut à la perche
| Rang | Pays      | Athlète             | Hauteur |
| ---- | --------- | ------------------- | ------- |
| 1    | Argentine | Germán Chiaraviglio | 5,71 m  |
| 2    | Chine     | Yang Yansheng       | 5,54 m  |
| 3    | Russie    | Leonid Kivalov      | 5,42 m  |
| 4    | Pologne   | Mateusz Didenkow    | 5,30 m  |
| 5    | Tchéquie  | Jan Kudlicka        | 5,30 m  |
| 5    | Russie    | Pavel Prokopenko    | 5,30 m  |
| 5    | Allemagne | Raphael Holzdeppe   | 5,30 m  |
| 8    | Pologne   | Lukasz Michalski    | 5,30 m  |

| Rang | Pays       | Athlète        | Hauteur |
| ---- | ---------- | -------------- | ------- |
| 1    | Chine      | Yang Zhou      | 4,30 m  |
| 2    | Slovénie   | Tina Šutej     | 4,25 m  |
| 3    | Australie  | Vicky Parnov   | 4,20 m  |
| 4    | Russie     | Valeriya Volik | 4,10 m  |
| 5    | France     | Chloé Mourand  | 4,10 m  |
| 6    | Finlande   | Minna Nikkanen | 4,10 m  |
| 7    | Japon      | Tomomi Abiko   | 4,00 m  |
| 8    | États-Unis | Tori Anthony   | 3,90 m  |

### Triple saut
| Rang | Pays        | Athlète            | Distance |
| ---- | ----------- | ------------------ | -------- |
| 1    | France      | Benjamin Compaoré  | 16,61 m  |
| 2    | Équateur    | Hugo Chila         | 16,49 m  |
| 3    | Chine       | Zhong Minwei       | 16,29 m  |
| 4    | Biélorussie | Dzmitry Platnitski | 16,16 m  |
| 5    | Ukraine     | Sheryf El-Sheryf   | 16,09 m  |
| 6    | Brésil      | Hilton da Silva    | 16,07 m  |
| 7    | Russie      | Stanislav Ionov    | 16,03 m  |
| 8    | Russie      | Ilya Efremov       | 15,93 m  |

| Rang | Pays        | Athlète           | Distance |
| ---- | ----------- | ----------------- | -------- |
| 1    | Estonie     | Kaire Leibak      | 14,43 m  |
| 2    | Chine       | Li Sha            | 14,01 m  |
| 3    | Ukraine     | Liliya Kulyk      | 14,01 m  |
| 4    | Portugal    | Patricia Mamona   | 13,37 m  |
| 5    | France      | Haoua Kessely     | 13,35 m  |
| 6    | Roumanie    | Cristina Bujin    | 13,35 m  |
| 7    | Biélorussie | Natallia Viatkina | 13,35 m  |
| 8    | Espagne     | Ruth Ndoumbe      | 13,23 m  |

### Lancer du javelot
| Rang | Pays           | Athlète                | Distance |
| ---- | -------------- | ---------------------- | -------- |
| 1    | Afrique du Sud | John Robert Oosthuizen | 83,07 m  |
| 2    | Finlande       | Ari Mannio             | 77,26 m  |
| 3    | Ukraine        | Roman Avramenko        | 76,01 m  |
| 4    | Paraguay       | Víctor Fatecha         | 75,64 m  |
| 5    | Chine          | Yu Li                  | 75,35 m  |
| 6    | Grèce          | Yervásios Filippídis   | 73,58 m  |
| 7    | Fidji          | Leslie Copeland        | 73,13 m  |
| 8    | Royaume-Uni    | James Campbell         | 71,07 m  |

| Rang | Pays        | Athlète            | Distance |
| ---- | ----------- | ------------------ | -------- |
| 1    | Allemagne   | Sandra Schaffarzik | 60,45 m  |
| 2    | Ukraine     | Vira Rebryk        | 57,79 m  |
| 3    | Ukraine     | Marharyta Dorozhon | 57,68 m  |
| 4    | Chine       | Li Zhang           | 57,52 m  |
| 5    | Biélorussie | Maryna Buksa       | 56,67 m  |
| 6    | Lettonie    | Sinta Ozoliņa      | 56,38 m  |
| 7    | Allemagne   | Vivian Zimmer      | 54,67 m  |
| 8    | Chine       | Li Lingwei         | 54,26 m  |

### Lancer du disque
| Rang | Pays      | Athlète             | Distance |
| ---- | --------- | ------------------- | -------- |
| 1    | Estonie   | Margus Hunt         | 67,32 m  |
| 2    | Iran      | Mohammad Samimi     | 63,00 m  |
| 3    | Allemagne | Martin Wierig       | 62,17 m  |
| 4    | Russie    | Nikolay Sedyuk      | 62,00 m  |
| 5    | Cuba      | Jorge Hernández     | 59,55 m  |
| 6    | Roumanie  | Mihai Grasu         | 59,39 m  |
| 7    | Allemagne | Martin Wischer      | 56,73 m  |
| 8    | Lituanie  | Egidijus Petrauskas | 56,65 m  |

| Rang | Pays           | Athlète            | Distance |
| ---- | -------------- | ------------------ | -------- |
| 1    | Australie      | Dani Samuels       | 60,63 m  |
| 2    | Chine          | Saili Pan          | 57,40 m  |
| 3    | Chine          | Jian Tan           | 56,09 m  |
| 4    | Belgique       | Annelies Peetroons | 54,42 m  |
| 5    | Argentine      | Rocío Comba        | 52,42 m  |
| 6    | Afrique du Sud | Simoné du Toit     | 52,39 m  |
| 7    | Roumanie       | Ionela Vartolomei  | 49,67 m  |
| 8    | Taipei chinois | Yueh-Ching Chou    | 49,61 m  |

### Lancer du poids
| Rang | Pays       | Athlète                | Distance |
| ---- | ---------- | ---------------------- | -------- |
| 1    | Estonie    | Margus Hunt            | 20,53 m  |
| 2    | Égypte     | Mostafa Abdul El-Moaty | 20,14 m  |
| 3    | Chine      | Guo Yanxiang           | 19,97 m  |
| 4    | États-Unis | John Hickey            | 19,86 m  |
| 5    | Koweït     | Mashari Mohammad       | 19,79 m  |
| 6    | Cuba       | Carlos Véliz           | 19,76 m  |
| 7    | Inde       | Sourabh Vij            | 19,75 m  |
| 8    | Lituanie   | Paulius Luožys         | 19,24 m  |

| Rang | Pays           | Athlète           | Distance |
| ---- | -------------- | ----------------- | -------- |
| 1    | Pays-Bas       | Melissa Boekelman | 17,66 m  |
| 2    | Allemagne      | Denise Hinrichs   | 17,35 m  |
| 3    | Russie         | Irina Tarasova    | 17,11 m  |
| 4    | Afrique du Sud | Simoné du Toit    | 16,95 m  |
| 5    | Chine          | Liu Yingpan       | 16,73 m  |
| 6    | Chine          | Li Li             | 16,34 m  |
| 7    | Australie      | Dani Samuels      | 15,71 m  |
| 8    | Argentine      | Rocío Comba       | 15,55 m  |

### Lancer du marteau
| Rang | Pays        | Athlète             | Distance |
| ---- | ----------- | ------------------- | -------- |
| 1    | Russie      | Yevgeniy Aydamirov  | 78,42 m  |
| 2    | Hongrie     | Kristóf Németh      | 78,39 m  |
| 3    | Slovaquie   | Marcel Lomnický     | 77,06 m  |
| 4    | Biélorussie | Yury Shayunou       | 76,95 m  |
| 5    | Russie      | Anatoliy Pozdnyakov | 76,09 m  |
| 6    | Chine       | Qi Dakai            | 75,97 m  |
| 7    | Allemagne   | Benjamin Hedermann  | 73,80 m  |
| 8    | États-Unis  | Walter Henning      | 71,90 m  |

| Rang | Pays        | Athlète            | Distance |
| ---- | ----------- | ------------------ | -------- |
| 1    | Roumanie    | Bianca Perie       | 67,38 m  |
| 2    | Russie      | Anna Bulgakova     | 65,73 m  |
| 3    | Chine       | Hao Shuai          | 64,26 m  |
| 4    | Moldavie    | Zalina Marghiev    | 63,24 m  |
| 5    | Pologne     | Alicja Filipkowska | 62,67 m  |
| 6    | Biélorussie | Natallia Shayunova | 61,43 m  |
| 7    | Suède       | Karolina Pedersen  | 60,19 m  |
| 8    | Finlande    | Annika Nurminen    | 59,81 m  |

### Décathlon/Heptathlon
| Rang | Pays             | Athlète                | Points |
| ---- | ---------------- | ---------------------- | ------ |
| 1    | Russie           | Arkadiy Vasilyev       | 8 059  |
| 2    | Cuba             | Yordani García         | 7 850  |
| 3    | Nouvelle-Zélande | Jordan Vandermade      | 7 807  |
| 4    | Russie           | Sergey Dorofeev        | 7 518  |
| 5    | Chine            | Zhu Hengjun            | 7 496  |
| 6    | Brésil           | Luiz Alberto de Araújo | 7 472  |
| 7    | Estonie          | Aigar Kukk             | 7 450  |
| 8    | Pays-Bas         | Eelco Sintnicolaas     | 7 416  |

| Rang | Pays        | Athlète          | Points |
| ---- | ----------- | ---------------- | ------ |
| 1    | Russie      | Tatyana Chernova | 6 227  |
| 2    | Norvège     | Ida Marcussen    | 6 020  |
| 3    | Russie      | Yana Panteleyeva | 5 979  |
| 4    | Ukraine     | Iryna Ilkevych   | 5 952  |
| 5    | Allemagne   | Diana Rach       | 5 760  |
| 6    | Royaume-Uni | Jade Surman      | 5 538  |
| 7    | Chine       | Lijuan Song      | 5 496  |
| 8    | Tchéquie    | Eliška Klucinová | 5 468  |